# Córrego Novo (Ipatinga)
Córrego Novo, também conhecido como Recanto, é um bairro do município brasileiro de Ipatinga, no interior do estado de Minas Gerais. Localiza-se no distrito Barra Alegre, estando situado na Regional VIII. Segundo o censo demográfico de 2022, realizado pelo Instituto Brasileiro de Geografia e Estatística (IBGE), sua população era de 3 022 habitantes e havia 1 064 domicílios particulares permanentes ocupados. Possui área de 1,3 km² conforme a prefeitura.
De acordo com o IBGE, em 2010 a população era de 2 339 habitantes e havia 641 domicílios particulares.

## História e descrição

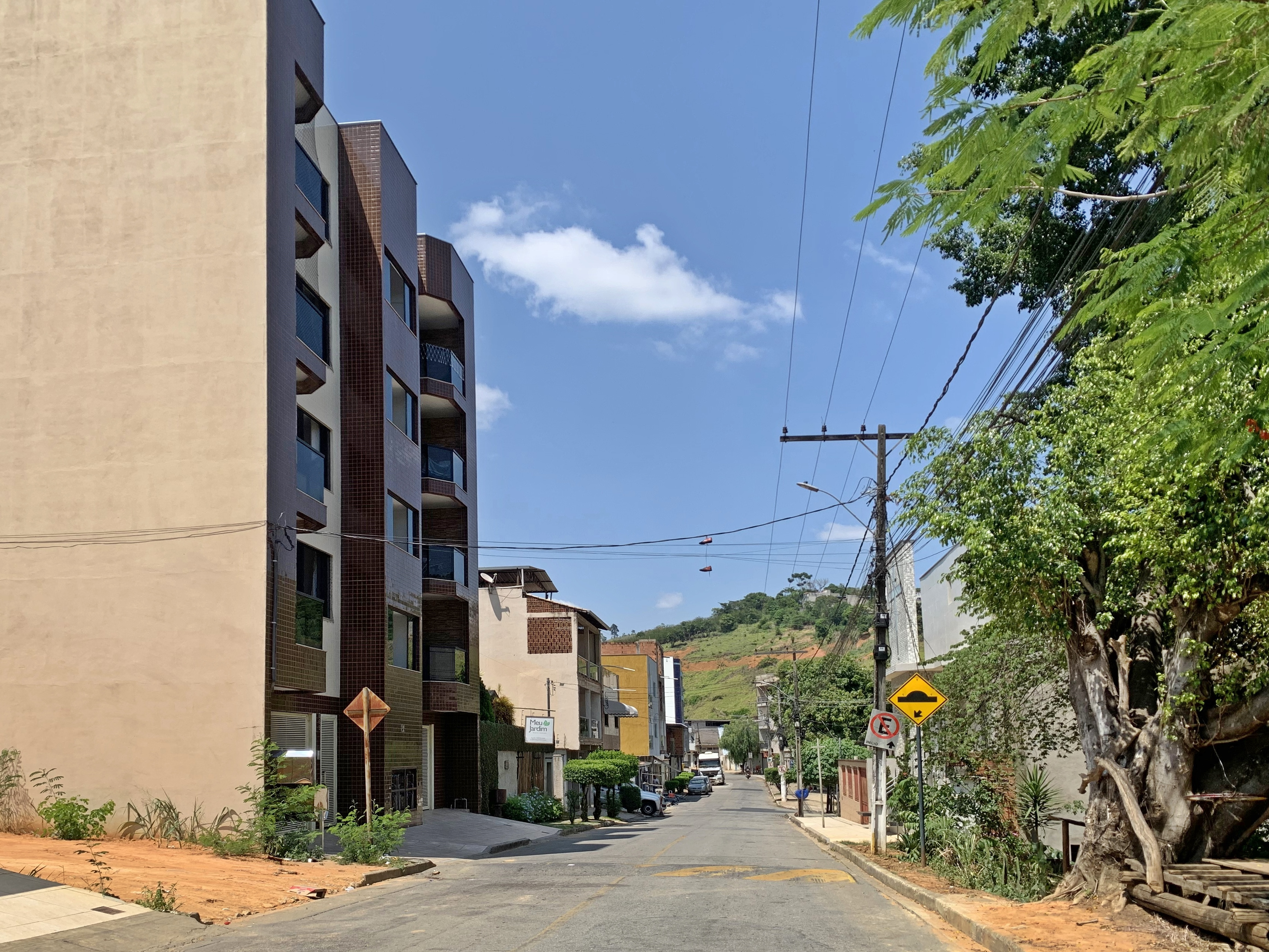
Rua Lagoa Silvana no interior do bairro

Foi criado pelo decreto nº 3.666, de 19 de fevereiro de 1997, após o loteamento das terras onde existia uma plantação de café. Um problema em lugares pontuais do bairro foi o parcelamento de terras de forma irregular, fazendo com que lotes em áreas de risco fossem vendidos a preços baixos. A localidade também possui histórico de invasões de propriedades públicas.
O bairro é banhado pelo córrego Recanto, que é afluente do ribeirão Ipanema. A maioria das ruas e avenidas da localidade são sinuosas e há alguns culs-de-sac. São exemplos de pontos de referência a Praça do Recanto, que é usada como espaço de convívio pela comunidade, e a quadra esportiva da Avenida Lagoa da Pampulha.